# Luigi Giovanni Vitale Capello
Luigi Giovanni Vitale Capello (Torino, 2 gennaio 1843 – Parigi, 16 febbraio 1902) è stato un pittore italiano.
Noto per aver decorato molte chiese in Québec e per esser stato il maestro di artisti come Ozias Leduc.

## Biografia
Luigi Capello proviene da una famiglia religiosa. Ha studiato pittura presso il Accademia Albertina di Torino e all'Accademia di San Luca di Roma. Verso il 1875, è emigrato a Montréal dove ha eseguito le opere che adornano la Chiesa di St. Paul l'Eremita.

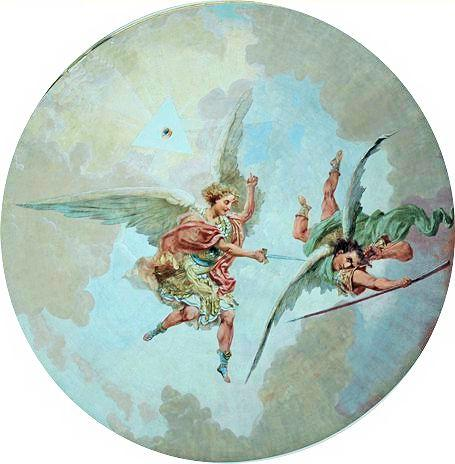
Affresco della volta della Cappella delle orsolineTrois-Rivières in Canada, 1897

In seguito, ha ricevuto numerose commissioni in tutto il Québec: Saint-Hugues (1875), Saint-Alexandre-de-Kamouraska (1876), S. Anna Yamachiche (1879), Saint-Isidore de Laprairie (1885), Saint-Joachim, Pointe-Claire (1885), Notre Dame (1879) e San Joseph (1884-1885) a Montréal e Sacro Cuore dell'Assunzione. 
Ha poi praticato la tecnica del trompe-l'œil che ha praticato Napoleone Bourassa dal 1870 .
Nel 1896 - 1897, ha realizzato la sua ultima opera conosciuta in terra canadese, creando le decorazioni del Cappella delle Orsoline di Trois-Rivières (Canada)
Ha sposato Marie-Louise Lebrun a Montréal nel 1881, cugina e futura moglie di Ozias Leduc. Morì a Parigi nel 1902.
Il suo maestro è stato Enrico Gamba